# Charles C. Stratton

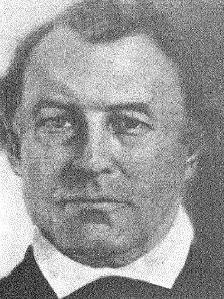
Charles C. Stratton

Charles Creighton Stratton (* 6. März 1796 in Swedesboro, Gloucester County, New Jersey; † 30. März 1859 ebenda) war ein US-amerikanischer Politiker und von 1845 bis 1848 Gouverneur des Bundesstaates New Jersey.

## Frühe Jahre und politischer Aufstieg
Stratton besuchte nach der Grundschule  bis 1814 das Rutgers College. Danach arbeitete er im landwirtschaftlichen Bereich. In den Jahren 1821, 1823 und 1829 wurde er jeweils in die New Jersey General Assembly gewählt. In den 1830er Jahren wurde er Mitglied der Whig Party. Als deren Kandidat wurde er im Jahr 1836 als Abgeordneter in das US-Repräsentantenhaus gewählt. Dort absolvierte er eine Legislaturperiode bis zum 3. März 1839. Seine Wiederwahl im Jahr 1838 scheiterte knapp. Die Wahlen in New Jersey waren umstritten und nachdem man Wahlbetrug zu Gunsten der Whigs festgestellt hatte, wurden alle fünf Abgeordnetenmandate aus diesem Staat an die Demokratische Partei vergeben.
Zwei Jahre später schaffte er aber den erneuten Einzug in den Kongress, in dem er noch eine volle Legislaturperiode bis zum 3. März 1843 absolvierte. Eine weitere Kandidatur im Jahr 1842 hatte er abgelehnt. Im Jahr 1844 war Stratton Mitglied einer Versammlung zur Überarbeitung der Staatsverfassung von New Jersey.

## Gouverneur von New Jersey
Bei den ersten offenen Gouverneurswahlen nach der neuen Verfassung von 1844 wurde Stratton vom Volk zum neuen Gouverneur gewählt. Unter der alten Verfassung waren die Gouverneure von der Legislative bestimmt worden. Charles Stratton trat seine dreijährige Amtszeit am 21. Januar 1845 als Nachfolger von Daniel Haines an. In seine Amtszeit fällt der Mexikanisch-Amerikanische Krieg, zu dem auch New Jersey seinen Beitrag leisten musste. Gouverneur Stratton überwachte die Umsetzung der neuen Verfassung in seinem Staat. Ansonsten verlief die Amtszeit ohne besondere Vorkommnisse.

## Weiterer Lebenslauf
Nach dem Ende seiner Amtszeit zog sich Stratton aus der Politik zurück und widmete sich der Landwirtschaft. Zwischen 1857 und 1858 weilte er aus gesundheitlichen Gründen in Europa. Charles Stratton starb im März 1859. Mit seiner Frau Sarah Taggert hatte er keine Kinder. Sein Neffe Benjamin Franklin Howey (1828–1895) war zwischen 1883 und 1885 ebenfalls Abgeordneter im Kongress.